# 모아건설

## 개요
대한민국의 건설업 기업. 본사는 광주광역시 북구 북문대로 161, 미래도빌딩에 위치해 있다.

## 가족회사
- 보성다비치콘도㈜
- 심헌문화재단
- 모아레포츠타운
- 모아종합건설㈜
- 미래도건설㈜
- 미래도이앤씨㈜

## 상세
대한민국의 준대형건설업체로 비상장사이다. 1989년 광주광역시에서 설립된 이후 토목, 건설을 주축으로 아파트 건설업과 부동산 개발을 통해 초고속으로 성장한 회사이며 건설 외에도 금융, 숙박시설 운영, 레저개발 등 하는 기업이다.
공동주택 브랜드는 모아미래도이다. 참고로 같은 ‘모아’ 명칭을 사용하는 모아엘가라는 브랜드도 있는데, 이 브랜드는 모아주택산업이 사용하는 것으로 본래 동업관계였으나, 갈라진 것이며, 모아그룹의 재단인 심헌문화재단에서는 매년 장학생을 선출하여 수여하고있다.
꽤 많은 신도시 건설에 참여하였으며, 청라국제도시, 송산그린시티, 동탄신도시, 판교신도시, 별내신도시, 한강신도시, 행정중심복합도시 등에 진출하였다. 그 외에도 수원 호매실지구, 용인 동백동, 아산 용화동, 오송생명과학단지, 완주 복합행정타운등에도 진출하였고 서울특별시 영등포구 문래동에 문래역 모아미래도가 준공되면서 서울에도 입성하였다. 